# 프놈 바켕
프놈 바켕은 캄보디아 앙코르왓에 있는 탑산 형식의 힌두교 사원으로 시바에 모셔둔 사원이다. 9세기 말경 야소바르만 통치기(889-910 A.D.) 에 지어진 것으로 추측된다.

## 역사
꼭대기에는 평평한 언덕이 있고, 요즘에는 남동쪽으로 1.5 km 떨어진 정글 한가운데 위치한 앙코르왓의 석양 노을과 일몰을 구경하는 장소로 더 유명해졌다. 많은 수의 방문자들이 방문을 하여, 앙코르 유적 중 가장 위태로운 유적지로 만들어 놓았다.
앙코르왓보다 2세기나 먼저 건축되어, 프놈 바켕의 전성기 때는 이 지역의 주요 사원이었다고 역사학자들은 추측하고 있다. 남서쪽에 자리잡은 룰루오스 지역에 자리한 하리하랄라야에서 수도를 야소바르만이 세운 새로운 수도 야소다라푸라로 천도했을 때의 건축 중심이었다.
오늘날의 태국 땅인 스독 칵 톰 사원에서 발견된 1052년에 만들어진 것으로 추정되는 부조에는 산스크리트어로 다음과 같이 쓰여져 있다.
스리 야소바드하나가 야소바르만이라는 이름으로 왕이 되었을 때, 능력있는 바마시바도 정신적인 지도자로 지속되었다. 왕의 명에 의해, 그는 왕의 산에 비길 수 있는 아름다움을 가진 스리 야소드하라기리 위에서 링가를 시작하였다.
학자들은 프놈 바켕의 축성을 언급한 이 구절이 약 150년은 앞선다고 추측하고 있다.

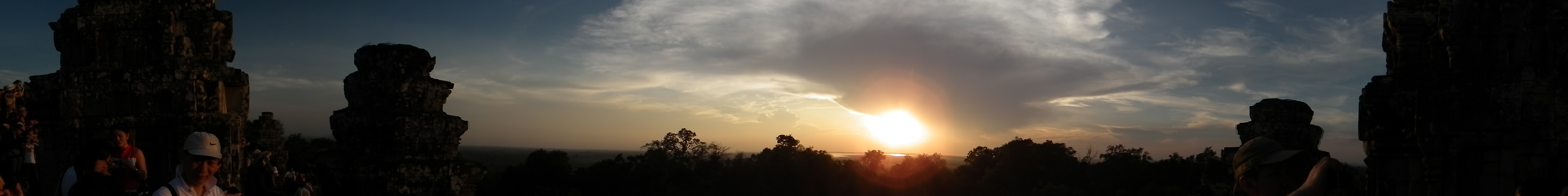

## 대중문화
안젤리나 졸리가 라라 크로프트로 주연한 2001년 작품인 영화 툼레이더의 촬영지로 더욱 유명해졌다.

## 같이 보기
- 앙코르 유적